# Йоан Павел I
Папа Йоан Павел I (на латински: Ioannes Paulus PP. I) е роден в Италия, в семейство на строителен работник, възприемащ се като социалист. Светското му име е Албино Лучани (на италиански: Albino Luciani). През 1935 г. става свещеник, а през 1958 г. – епископ. Избран е за папа на 26 август 1978 г. Папа е едва 33 дни, след като умира загадъчно на 28 септември 1978 г. (същата година се сменят трима папи). Наричат го усмихнатия папа и неизвестния папа. Той е първият папа, който е роден през XX век, и първият папа, който има двойно име – Йоан Павел.